# DEME

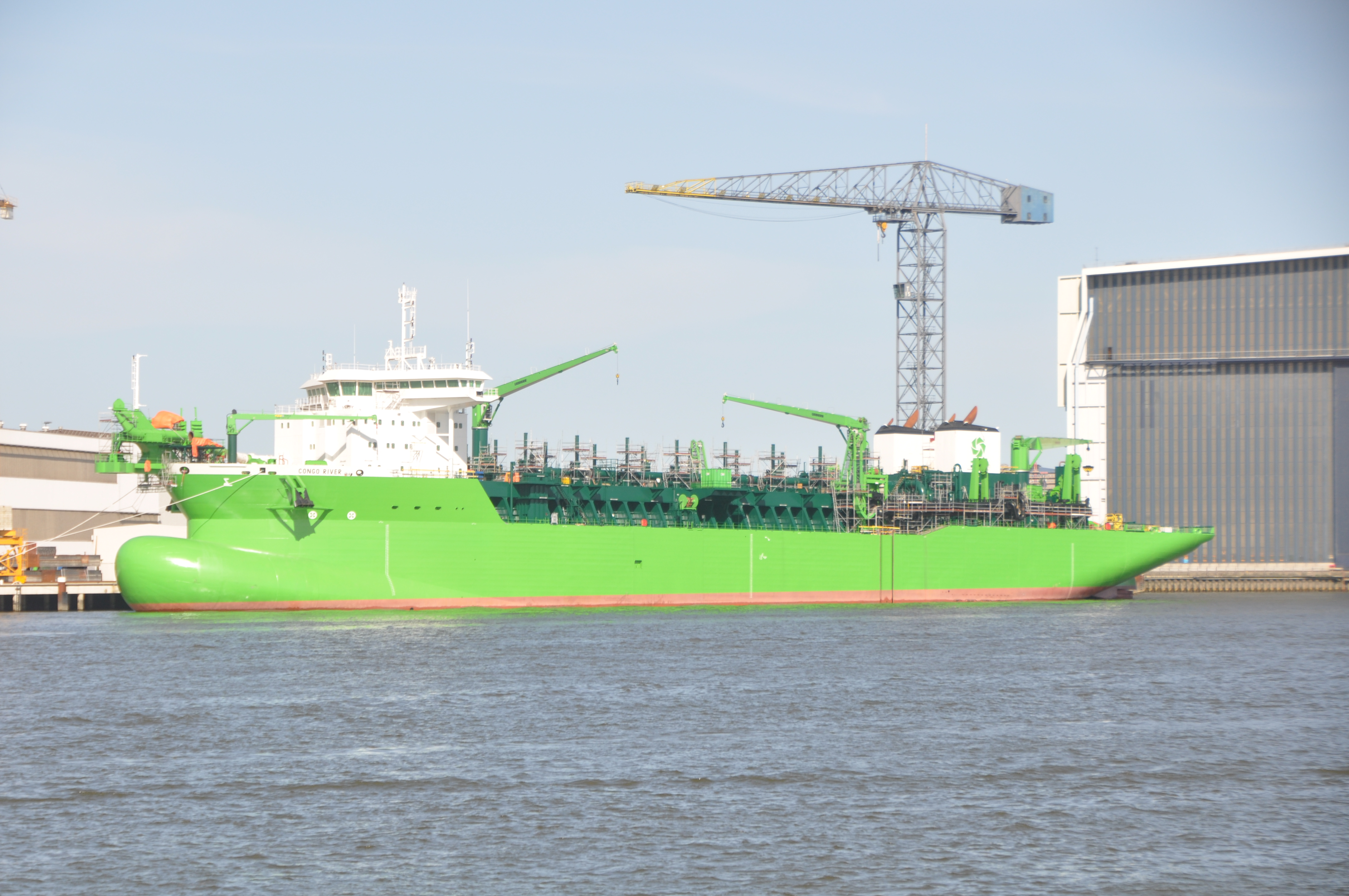
De sleephopperzuiger Congo River (beunvolume 30.000 m³) is het grootste schip van DEME

Dredging, Environmental and Marine Engineering NV of DEME is een wereldwijd actieve groep van bedrijven die zich specialiseren op het vlak van baggeren, landwinning, haveninfrastructuur, offshore services voor olie- en gasindustrie en  windenergie. DEME werd in 1991 opgericht en de hoofdzetel staat in Zwijndrecht, België. DEME stelde in 2023 ruim 5000 mensen tewerk en realiseerde een omzet van 3,3 miljard euro.

## Geschiedenis
Drie bedrijven staan aan de basis van het ontstaan van DEME, namelijk Baggerwerken Decloedt & Zoon, Ackermans & van Haaren en Société Générale de Dragage (in het Nederlands: Algemene Baggermaatschappij). Op 27 november 1974 is de baggerafdeling van Ackermans & van Haaren samengesmolten met de Société Générale de Dragage en vormden ze samen  de firma Dredging International. In april 1991 sloegen Dredging International en Baggerwerken Decloedt & Zoon de handen ineen en vormden samen de bedrijvengroep DEME. De industriële Belgische groep CFE had 100% van de aandelen van DEME in handen, maar sinds 30 Juni 2022 noteren DEME en CFE apart op de beurs.
Bekende werken waarin het bedrijf participeerde zijn onder meer de baggerwerkzaamheden in het Panamakanaal, de berging van het roro-schip "Tricolor", de aanleg van windmolenparken voor de Belgische kust op de Thorntonbank en het aanleggen van kunstmatige eilanden voor de kust van Abu Dhabi ("SARB"-project). In België kregen DEME en Bopro een saneringsopdracht voor het bedrijventerrein Petroleum-Zuid in Antwerpen, dat na sanering werd ontwikkeld tot het Blue Gate bedrijventerrein.

## Aandeelhouders
Ackermans & van Haaren (AvH) is de grootste aandeelhouder met een belang van 62,1%. Het Franse bouwbedrijf Vinci heeft een belang van 12,1% en de rest van de aandelen zijn breed gespreid. Vanaf donderdag 30 juni 2022 noteert het bedrijf op Euronext Brussels en de aandelen werden geïntroduceerd tegen een prijs van € 96 per stuk. AvH blijft meerderheidsaandeelhouder.

## Slogan en logo
De slogan van DEME is: Creating land for the future. De bedrijfskleuren zijn blauw en groen en stellen zowel hun werkzaamheden op zee (blauw) als op land (groen) voor. Het logo stelt de snijkop (cutter) van een snijkopzuiger voor, met daaronder een groene en blauwe lijn.

## Activiteiten

### Bedrijfsonderdelen
De activiteiten zijn verdeel in vier groepen:
- Offshore Energy, is gespecialiseerd in de installatie van de fundaties voor havenhoofden en aanlegplaatsen, installatie van offshore structuren en windmolenparken en geotechnisch onderzoek op grote diepte. In 2023 was het omzetaandeel 44%.
- Dredging & Infra, dit is het belangrijkste bedrijfsonderdeel en vertegenwoordigde in 2023 zo'n 47% van de totale omzet. De hoofdactiviteiten zijn het uitdiepen en vrijhouden van zeewegen, aanleg nieuwe haveninfrastructuren, bescherming van kusten tegen overstroming en het aanleggen van kunstmatige eilanden.
- Environmental, biedt integrale oplossingen voor milieuproblemen en is gespecialiseerd in grond- en grondwatersanering, sedimentbehandeling, waterbouwwerken, recyclagetechnieken, inrichting, afdekking en sanering van stortplaatsen, milieu-baggeren en de herontwikkeling van brownfields.
- Concessions, dit onderdeel investeert in en ontwikkelt projecten in de offshore wind, haveninfrastructuur, groene waterstof en andere bijzondere projecten. Het werkt via participaties in gespecialiseerde bedrijven. DEME bezit ook concessies voor diepzeemijnbouw.

### Resultaten
In de onderstaande tabel staan enkele financiële gegevens vanaf 2019. 
| Jaar | Orderboek | Omzet | EBIT | Netto-resultaat | Werknemers (gemiddeld) |
| ---- | --------- | ----- | ---- | --------------- | ---------------------- |
| 2019 | 3750      | 2622  | 141  | 125             |                        |
| 2020 | 4500      | 2196  | 64   | 50              |                        |
| 2021 | 5905      | 2511  | 143  | 115             | 4880                   |
| 2022 | 6190      | 2655  | 155  | 113             | 5153                   |
| 2023 | 7582      | 3285  | 241  | 163             | 5334                   |

### Vloot
DEME bezit een grote vloot. Een belangrijk deel hiervan zijn de baggerschepen, hiervan het DEME er meer dan 50 in 2023. Voor de werkzaamheden in de Offshore Energy heeft het 20 gespecialiseerde schepen zoals kraanschepen voor de plaatsing van windmolens en kabellegschepen.
DEME's grootste sleephopperzuiger is de Congo River, met een beunvolume van 30.000 m³. De snijkopzuiger D’Artagnan, 28.200 kW, was bij zijn tewaterlating in 2015 de grootste zeegaande en zelfstandig voortgedreven steenbreker ter wereld. Deze werd in 2021 opgevolgd door de indienstname van de snijkopzuiger Spartacus met 44.180 kW. De vloot bevat ook drie steenstorters, uitgerust met een Dynamic Positioning systeem. Ook enkele hefplatformen behoren tot hun arsenaal, deze schepen worden vooral gebruikt bij de bouw van windmolenparken.